# Kolejarz Rawicz (żużel)
Kolejarz Rawicz – polski klub żużlowy z Rawicza.
Przed reorganizacją polskiego sportu, która miała miejsce na przełomie lat 40. i 50., działał jako „Motoklub Rawicz”, natomiast po reorganizacji w ramach Zrzeszenia „Kolejarz”, pod którą to nazwą funkcjonował też, w czasie ich istnienia, jako centralna sekcja żużlowa Zrzeszenia i przy której to nazwie pozostał również po „odwilży”.
W rozgrywkach ligowych brał udział w latach 1948–1959.
Powrót ligowego żużla do Rawicza, po 36-letniej przerwie, nastąpił w sezonie 1996, kiedy do rozgrywek przystąpił RKS Kolejarz.

## Historia
W 1948 r. MotoKlub Rawicz wystartował w zawodach kwalifikacyjnych do powstającej ligi żużlowej. Klub zajął drugie miejsce i wywalczył awans do pierwszej ligi. W 1949 r. włączono MotoKlub do Kolejowego Klubu Sportowego „Kolejarz”, jako sekcję motorowo-żużlową. W roku 1954 żużlowcy Kolejarza zdobyli brązowy medal DMP, a rok później wywalczyli wicemistrzostwo Polski. Rok 1957 to początek końca drużyny Kolejarza, zespół spada do II ligi. Z zespołu odchodzi czołowy zawodnik – Florian Kapała. Kolejarz awansuje jeszcze do I ligi, ale ponownie zajmuje w niej ostatnie miejsce. Z początkiem lat 60. rozwiązano w Rawiczu sekcję żużlową i na długie lata zamilkły żużlowe maszyny.
Z Rawicza wywodziło się wielu wspaniałych w tamtych latach żużlowców. W Kolejarzu jeździli między innymi Florian Kapała (dwukrotny złoty medalista IMP), Marian Spychała, Rajmund Świtała, Norbert Świtała, Jan Kolber, Henryk Ignasiak, Marian Jankowski, Marian Mendyka. W zespole Kolejarza został zatrudniony pierwszy obcokrajowiec na polskich torach żużlowych – Otto Holoubek z Austrii.

## Sezony
| Sezon  | Rozgrywki ligowe | Rozgrywki ligowe | Rozgrywki ligowe | Uwagi                                        |
| Sezon  | Liga             | Liga             | Miejsce          | Uwagi                                        |
| ------ | ---------------- | ---------------- | ---------------- | -------------------------------------------- |
| 1948   | Eliminacje       | Eliminacje       | 2/16             | Kwalifikacja do I ligi                       |
| 1948   | I                | I liga           | 5/9              |                                              |
| 1949 1 | I                | I liga           | 9/9              | Brak spadku – zarządzono baraże              |
| 1949 1 | I                | I liga           | 9/9              | 1. miejsce w turnieju barażowym o utrzymanie |
| 1949 1 | II               | II liga          | 7/9              |                                              |
| 1950   | I                | I liga           | 5/9              |                                              |
| 1951   | I                | Liga             | 8/10             |                                              |
| 1952   | I                | Liga             | 9/10             |                                              |
| 1953   | I                | Liga             | 9/10             |                                              |
| 1954   | I                | Liga             | 3/10             |                                              |
| 1955   | I                | I liga           | 2/6              |                                              |
| 1956   | I                | I liga           | 5/8              |                                              |
| 1957   | I                | I liga           | 8/8              |                                              |
| 1958   | II               | II liga          | 2/6              |                                              |
| 1959   | I                | I liga           | 8/8              |                                              |

| Poziom ligowy | Liczba sezonów | Sezony          |
| ------------- | -------------- | --------------- |
| I             | 11             | 1948–1957, 1959 |
| II            | 1              | 1958            |

1 W 1949 r. w rozgrywkach ligowych występowała również druga drużyna.

## Osiągnięcia

### Krajowe
Poniższe zestawienia obejmują osiągnięcia klubu oraz indywidualne osiągnięcia zawodników w rozgrywkach pod egidą PZM oraz GKSŻ.

#### Mistrzostwa Polski
Drużynowe mistrzostwa Polski
- 2. miejsce (1): 1955
- 3. miejsce (1): 1954

Indywidualne mistrzostwa Polski
- 1. miejsce (2):
  - 1953 – Florian Kapała
  - 1956 – Florian Kapała
- 2. miejsce (1):
  - 1947 – Marian Nowacki (kl. 350 cm³)
- 3. miejsce (1):
  - 1950 – Florian Kapała